# Azzi Memo
 (octobre 2023).
Mehmet Seyitoğlu mieux connu sous son nom de scène Azzi Memo (né le 5 juillet 1994 à Midyat, Mardin, Turquie), est un rappeur et auteur-compositeur allemand d'origine kurde.

## Biographie
Seyitoğlu est né le 5 juin 1994 dans le district de Midyat de la province de Mardin, enfant d'une famille d'origine kurde.